# Брённер, Тиль
Тиль Брённер (нем. Till Brönner; род. 6 мая 1971, Фирзен, Германия) — немецкий джазовый музыкант, трубач, вокалист, аранжировщик и музыкальный продюсер.

## О музыканте
Тиль Брённер родился в 1971 году. Он обучался классической игре на трубе, а также изучал джазовую игру в Кёльнском университете музыки у профессоров Джиггза Уигэма и Джона Эрдли.
С 1989 по 1991 годы принимал участие в группе Mitglied der Peter Herbolzheimer Rhythm Combination & Brass. С 1991 по 1998 годы был солистом оркестра Rias Dance. Выступал со многими известными джазовыми исполнителями, включая Дейва Брубека, Джеймса Муди, Монти Александера и других.
В 1993 года начал сольную карьеру, выпустил вместе с Рэем Брауном и Джеффом Гамильтоном альбом Generations of Jazz, который был благосклонно принят критиками и удостоился премии «Preis der deutschen Schallplattenkritik» (с нем. — «Приз немецких музыкальных критиков»). В 1999 году в качестве продюсера и автора песен выпустил первый за двадцать лет сольный альбом Хильдегард Кнеф 18 Millimeter.
Чаще всего записывается в Лос-Анджелесе. Всего выпустил восемнадцать сольных альбомов, большая часть которых вышла на лейбле Verve Records. Последняя пластинка The Good Life вышла на лейбле Sony Music в 2016 году.